# Siarhiej Żyhałka
Siarhiej Żyhałka (biał. Сяргей Жыгалка, ros. Сергей Жигалко, Siergiej Żygałko; ur. 28 marca 1989 w Mińsku) – białoruski szachista, arcymistrz od 2007 roku.

## Kariera szachowa
W swoim dorobku posiada tytuł mistrza świata juniorów do 14 lat (Kallithea, 2003) oraz dwa tytuły mistrza Europy: do 14 (Budva, 2003) i 18 lat (Herceg Novi, 2006). W 2004 r.podzielił I m. (wspólnie z Jurijem Kuzubowem i Ildarem Chairullinem) w Kiriszi oraz zdobył w Mińsku tytuł mistrza Białorusi juniorów do 20 lat (sukces ten powtórzył w następnym roku). W 2007 r. wystąpił w rozegranym w Chanty-Mansyjsku turnieju o Puchar Świata, w I rundzie przegrywając (po dogrywce) z Krishnanem Sasikiranem. W 2008 r. zdobył w Mińsku tytuł indywidualnego wicemistrza Białorusi (za Aleksiejem Fiodorowem), a w 2009 r. w mistrzostwach kraju zajął I miejsce. W tym samym roku zwyciężył również w Enschede, a w Puerto Madryn zdobył tytuł wicemistrza świata juniorów do 20 lat. W 2010 r. podzielił I m. w Taszkencie (memoriał Gieorgija Agzamowa, wspólnie z Witalijem Hołodem, Rinatem Żumabajewem i Maksimem Turowem). W 2011 r. podzielił II m. (za Borysem Graczewem, wspólnie z Sananem Sjugirowem) w kołowym turnieju festiwalu Moscow Open w Moskwie. W latach 2012 oraz 2013 zdobył kolejne tytuły indywidualnego mistrza Białorusi.
Wielokrotnie reprezentował Białoruś w turniejach drużynowych, m.in.:
- czterokrotnie na olimpiadach szachowych (w latach 2008, 2010, 2012, 2014)[4],
- na drużynowych mistrzostwach Europy (w roku 2013)[5],
- na olimpiadzie szachowej juniorów do 16 lat (w roku 2000)[6].

Najwyższy ranking w dotychczasowej karierze osiągnął 1 września 2011 r., z wynikiem 2696 punktów zajmował wówczas 50. miejsce na światowej liście FIDE, jednocześnie zajmując 1. miejsce wśród białoruskich szachistów.

## Życie prywatne
Jego starszy brat, Andrej (ur. 1985), również posiada tytuł arcymistrza i jest jednym z czołowych szachistów Białorusi.